# Robert Jordan
James Oliver Rigney, Jr., mais conhecido pelo pseudônimo Robert Jordan (Charleston, 17 de outubro de 1948—Charleston, 16 de setembro de 2007) foi um escritor estadunidense de literatura fantástica, autor da série de fantasia épica e best-seller mundial A Roda do Tempo, cujo primeiro dos quatorze volumes, o romance O Olho do Mundo, foi lançado originalmente nos Estados Unidos em 1990.
O autor também escreveu, além de fantasia sob o pseudônimo de "Robert Jordan" — que inclui livros de Conan, o bárbaro —, ficção histórica sob o pseudônimo de "Reagan O'Neal" e literatura de faroeste sob o pseudônimo de "Jackson O'Reilly". Rigney também trabalhou com crítica profissional de dança, assinando suas resenhas sob o pseudônimo de "Chang Lung".

## Vida e obra

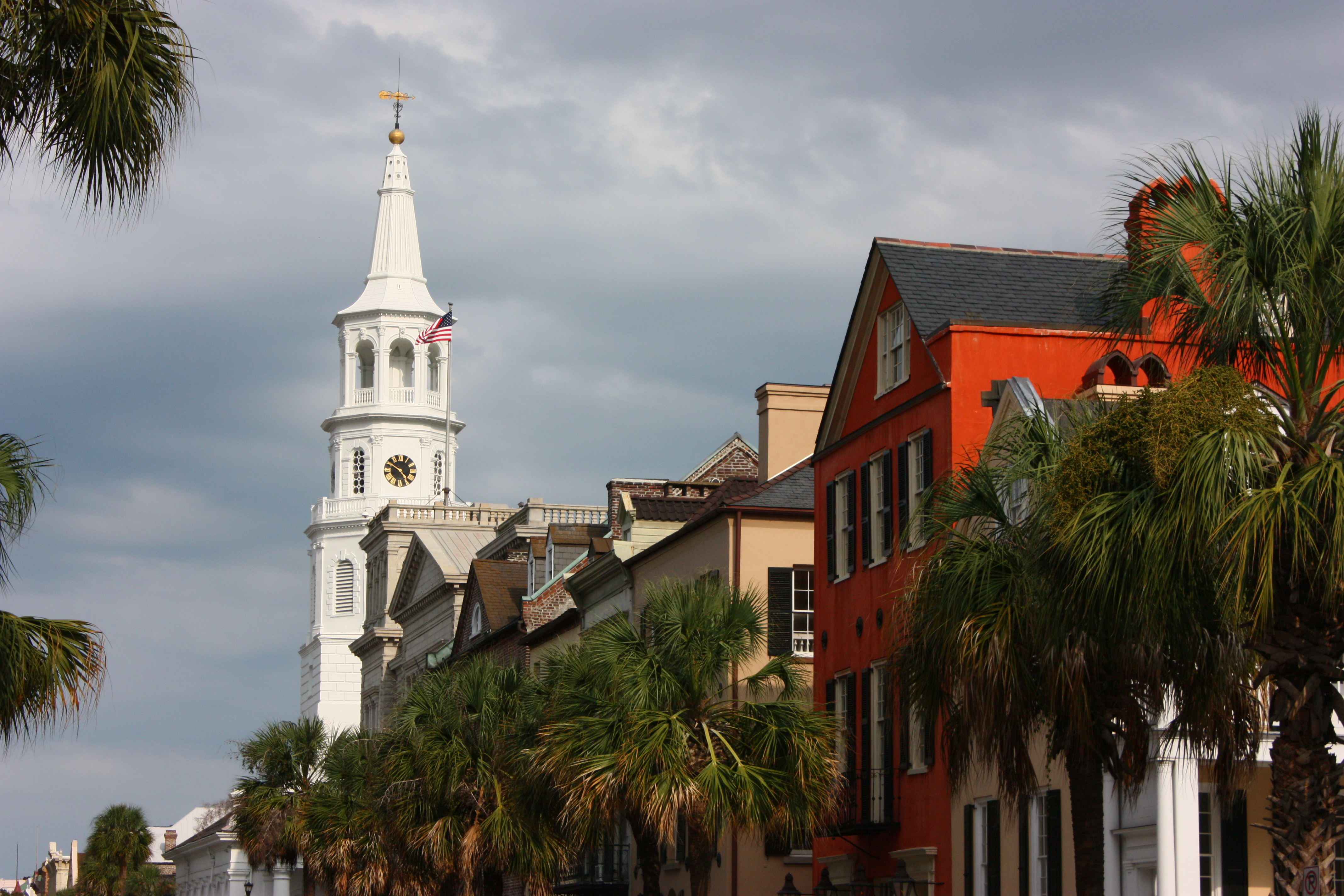
Vista da Broad Street de Charleston, na Carolina do Sul, EUA, cidade natal do autor

James Oliver Rigney, Jr. nasceu em 17 de outubro de 1948, na cidade de Charleston, sede do condado (county) homônimo situado no litoral do estado da Carolina do Sul, na Região Sul dos Estados Unidos. Era filho de James Oliver Rigney, Sr. (1924-1988), um reverendo da Igreja Episcopal Anglicana, e de Eva Mae Groom-Rigney (1923-1996), uma dona de casa e professora primária. Robert Jordan tinha dois irmãos e uma irmã mais novos, e um meio-irmão mais velho, de um primeiro relacionamento de sua mãe. O autor possuía descendência principalmente inglesa e irlandesa, tanto pelo lado paterno como pelo materno, embora ainda possuísse ancestralidade francesa distante através da família de seu pai e escocesa e nativo-americana através da família de sua mãe. Desde o fim do século XIX, uma vez estabelecida na Carolina do Sul, sua família paterna foi uma das mais tradicionais da comunidade maçônica de Charleston. Não obstante, o próprio Robert Jordan foi membro da maçonaria por toda sua vida.
Seus pais eram ávidos leitores, assim como seu meio-irmão mais velho, o que acabou por incutir em James o amor pela leitura. Quando o autor era criança, seus pais trabalhavam fora, e antes dele ser admito em uma escola primária local em Charleston, ele ficava sob os cuidados de seu meio-irmão. Este, para passar o tempo, lia para James os mesmos autores que ele, doze anos mais velho, gostava de ler. Entre eles, estavam Mark Twain , H. G. Wells, Júlio  Verne e Charles Dickens, que acabaram também por se tornarem os autores favoritos do autor durante sua infância e a adolescência, ao lado de J. R. R. Tolkien, John D. MacDonald, Louis L'Amour e Robert A. Heinlein e que, juntos, influenciarem seus trabalhos posteriores. De fato, o pseudônimo "Robert Jordan" foi escolhido pelo autor em homenagem ao protagonista homônimo do livro Por Quem os Sinos Dobram (1940) de Ernest Hemingway, um de seus heróis.
Jordan cresceu em uma casa antiga, construída no fim do século XVIII e tombada como patrimônio histórico de Charleston. Frequentou escolas públicas primárias e secundárias do condado de Charleston entre os anos 1950 e 1960. Apenas em 1968, aos vinte anos, o autor foi convocado para servir o exército norte-americano no Vietnã. Ele atuou no Sudeste Asiático como piloto de helicóptero e atirador por dois períodos, entre 1968 e 1970, e se tornou sargento.
Quando retornou aos Estados Unidos, na primeira metade dos anos 1970, Robert Jordan recebeu por seus serviços medalhas de distinção e condecorações militares. Na mesma época, já como veterano de guerra, ingressou na The Citadel, academia militar universitária destinada para ex-combatentes do exército norte-americano em Charleston, aonde graduou-se em Física. Depois de se formar, Jordan começou a trabalhar para o exército norte-americano na área de engenharia nuclear da The Citadel.
Jordan começou a escrever em 1977, depois de sofrer um acidente e ficar de licença do trabalho na The Citadel. Sobre isso, o autor contou: "Eu me vi em uma cama de hospital com bastante tempo, eu lia tudo que eu queria. E um dia, eu pensei que eu mesmo poderia tentar escrever".

### Warriors of the Altaii,The Fallon SagaeCheyenne Raiders
A fantasia Warriors of the Altaii foi o primeiro romance completado pelo autor, cujo manuscrito original, de cerca de cem mil palavras, Jordan terminou entre 1978 e 1979. O nome "Altaii" do título é uma referência às montanhas Altai, na Ásia Central. Na época, ele o enviou para diversas editoras e Donald A. Wollheim, editor da DAW Books, fez uma oferta para a publicação da obra. Contudo, Wollheim a retirou logo depois, quando Jordan quis mudar cláusulas de seu contrato de publicação. Por volta do mesmo período, Warriors of the Altaii foi aceito pelo editor Jim Baen, da Ace Books, que tentou transformá-lo em um livro de ficção científica. No entanto, Baen deixou a Ace Books não muito tempo depois, e foi substituído por Susan Allison, que não gostou da obra e a recusou, devolvendo os direitos para Jordan. Warriors of the Altaii foi lançado pela editora Tor Books somente em 2019.
Seu primeiro trabalho publicado, sob o pseudônimo de "Reagan O'Neal", o romance histórico The Fallon Blood, foi lançado pela Popham Press, da Ace Books, no início de 1980. A obra se passa na época da Independência dos Estados Unidos, na segunda metade do século XVIII, no região sul do país. The Fallon Blood foi então editada pela futura esposa do autor, Harriet McDougal, em seu primeiro trabalho juntos (McDougal editaria todos os volumes da série A Roda do Tempo). Os dois começariam a namorar pouco após a publicação de The Fallon Blood, enquanto Jordan e McDougal envolviam-se na campanha de divulgação da obra. Primeiro volume da série The Fallon Saga, Jordan também escreveu os títulos seguintes, The Fallon Pride, lançado em 1981, e sua sequência, The Fallon Legacy, publicado em 1982. Os dois últimos volumes foram lançados pela Forge Press, da Tor Books, e editados por Tom Doherty, que substituiu McDougal e a Ace Books na publicação da série (Doherty havia sido responsável pela indicação de Warriors of Altaii à Jim Baen). Jordan planejava uma longa lista de volumes para The Fallon Saga, com mais títulos  cobrindo da Guerra de Independência dos Estados Unidos até a Guerra do Vietnã. Contudo, o projeto não se estendeu para além da trilogia original, em parte pela perda de interesse por parte do autor na saga.
Em 1981, o autor casou-se com Harriet McDougal. O dois não tiveram filhos.
Ainda em 1982, Jordan lançou, sob o pseudônimo de "Jackson O'Reilly", Cheyenne Raiders, um romance de faroeste publicado pela Forge Press da Tor Books.

### Conan, o bárbaro
No início dos anos 1980, Robert Jordan publicou uma série de romances do clássico personagem do subgênero fantástico espada e feitiçaria das revistas pulp Conan, o bárbaro, de Robert E. Howard. Seu primeiro trabalho com o personagem ocorreu com a novelização, também publicada pela Tor Books, do filme estrelado por Arnold Schwarzenegger Conan the Barbarian, de 1982. Leitor assíduo da obra original de Howard, Jordan foi contratado para o projeto por Tom Doherty, editor da Tor Books, após ser indicado pela editora Harriet McDougal, então sua noiva, que trabalhava com Doherty e que garantiu a ele que o autor conseguiria escrever o livro o mais rápido possível. Na época, Tom Doherty havia comprado os direitos para a novelização do filme para a Tor Books e precisava lançar a obra à tempo do lançamento do longa nos Estados Unidos. Conan the Barbarian foi lançado em maio de 1982, o primeiro romance do autor publicado sob o pseudônimo de "Robert Jordan".
No mesmo ano, a mesma Tor Books adquiriu os direitos para a publicação de histórias inéditas do personagem, e o autor publicou, pela editora, um total de seis romances inéditos, em uma rápida sucessão: Conan the Invincible e Conan the Defender, lançados em 1982, Conan the Unconquered e Conan the Triumphant, em 1983, e finalmente, Conan the Magnificent e Conan the Victorious, em 1984. Além destes, o autor também trabalharia na novelização da sequência de Conan the Barbarian, Conan the Destroyer, também lançado pela Tor Books, em 1984.

### A Roda do Tempo
Robert Jordan começou a trabalhar no romance que se tornaria The Eye of the World (traduzido no Brasil e em Portugal como "O Olho do Mundo"), e a planejar uma longa série de fantasia épica da qual o livro seria apenas o primeiro volume, ainda em 1984. Na época, o autor propôs o projeto para Tom Doherty, editor da Tor Books, que havia publicado quase todos os seus primeiros trabalhos. Doherty aceitou lançar a série, inicialmente pensada como uma trilogia, à exemplo de O Senhor dos Anéis. Jordan acabou assinando contrato para a publicação de uma série composta de seis volumes, que no decorrer dos anos seriam expandida para doze volumes e se tornaria The Wheel of Time (no Brasil e em Portugal, A Roda do Tempo).
Ao todo, o autor demorou cerca de seis anos para finalizar The Eye of the World, que foi publicado pela Tor Books pela primeira vez em janeiro de 1990. Reconhecendo o amplo apelo do livro e esperando por um grande sucesso, o editor Tom Doherty, como estratégia de divulgação, primeiro enviou cópias-teste de The Eye of the World para livrarias de várias partes dos Estados Unidos para serem distribuídas de graça. Quando a obra foi enfim foi comercializada, provou-se rapidamente um sucesso imediato, e a tiragem inicial de 40 mil cópias esgotou-se já na época do lançamento de sua sequência, The Great Hunt. Segundo volume de The Wheel of Time, o livro foi finalizado pelo autor e publicado originalmente nos Estados Unidos ainda em 1990, para atender a crescente demanda do público.
Ao longo dos anos 1990, mais volumes de The Wheel of Time seriam publicados, ao mesmo tempo em que o número total de volumes planejados para a série expandia-se: The Dragon Reborn, sequência de The Great Hunt e The Eye of the World e terceiro volume da série, foi lançado em outubro de 1991. Foi seguido por The Shadow Rising, o quarto volume, publicado em setembro de 1992. The Fires of Heaven, o quinto volume, foi lançado em outubro de 1993. E Lord of Chaos, o sexto, em outubro de 1994. A partir deste, o autor começou a publicar os volumes em intervalos maiores: A Crown of Swords, o sétimo volume, saiu em maio de 1996, enquanto que The Path of Daggers, o oitavo, foi publicado nos Estados Unidos em outubro de 1998.
Nos anos 2000, Jordan ainda lançou o nono volume, Winter's Heart em novembro de 2000, o décimo, Crossroads of Twilight, em janeiro de 2003 e o décimo primeiro volumes publicados da série, Knife of Dreams, lançado em outubro de 2005.
O autor também publicou uma prequela à série, New Spring, lançado em janeiro de 2004, que não foi incluída entre os quatorze volumes de The Wheel of Time por não conter eventos diretamente correlacionados com os demais livros da série. O romance surgiu inicialmente como uma novela (conto estendido), publicado pela primeira vez na antologia Legends: Short Novels by the Masters of Modern Fantasy, lançada pela Tor Books em 1999. Jordan depois expandiu a novela, transformando-a em um romance e uma espécie de "volume zero" de The Wheel of Time por se passar vinte anos antes dos eventos descritos em The Eye of the World.

### Últimos anos e morte
Depois de lançar a prequela New Spring em 2004 e o décimo primeiro volume da série, Knife of Dreams, em 2005, Robert Jordan trabalhava no livro que planejava ser a décima segunda e última parte de The Wheel of Time quando, em março de 2006, revelou publicamente que havia sido diagnosticado com amiloidose cardíaca e que começaria o tratamento médico. Jordan iniciou quimioterapia no início de abril daquele ano, na cidade de Rochester, Minnesota.
Embora o autor tivesse se comprometido a terminar o décimo segundo volume The Wheel of Time, que ele  batizou de A Memory of Light e esperava ser o volume final da série, Jordan revelou o desfecho da saga para pessoas próximas caso "o pior acontecesse" (e ele viesse a falecer antes de completar o livro). Na época, ele disse: "Eu estou deixando notas, e caso o pior aconteça, alguém poderá terminar A Memory of Light e fazer isso do modo que eu quero que faça". Posteriormente, a viúva do autor e administradora de seu espólio Harriet McDougal escolheria Brandon Sanderson para terminar The Wheel of Time.
Robert Jordan faleceu em 16 de setembro de 2007, e seu funeral ocorreu em 19 de setembro, em sua cidade natal, Charleston. Ele foi cremado e suas cinzas enterradas no cemitério da igreja episcopal anglicana de Saint James, em Goose Creek, nos arredores de Charleston.